# 狩野典信
狩野 典信（かのう みちのぶ、享保15年11月11日（1730年12月20日） - 寛政2年8月16日（1790年9月24日））は江戸時代中期の竹川町家、後に木挽町家狩野派（江戸狩野）6代目の絵師である。父は狩野古信で、子に狩野惟信がいる。

## 伝記
幼名庄三郎、号は栄川、栄川院、白玉斎。白玉斎の号は一羽の雀が典信の部屋に飛び込み、置いてあった白玉を硯の中に落として飛び去ったという逸話に由来するという。僅か2歳で父・古信と浜町狩野家から養子入りし養父となっていた受川玄信（はるのぶ）を相次いで亡くし、以後母に育てられる。母妙性尼は水戸藩家臣・岡部忠平以直の娘で、この母が幼少の典信の代わりに公務を勤めたようだ。寛保元年（1741年）12歳の時、同朋格奥詰の岡本善悦を介して将軍徳川吉宗にお目見えし、画巻を献上する。吉宗は「栄川幼しといえども、はや衆人を越たり」と賞した上で、自身が名手と慕う狩野探幽を超えたければ探幽が学んだ古画に学べ、と指示した。宝暦12年（1762年）33歳で法眼中務卿、翌年奥絵師を仰せつけられ、安永2年（1773年）には表御医師並200石取となって、竹川町家は典信の代で初めて奥絵師となった。
典信は絵を好んだ徳川家治の寵愛深く、子の惟信や中橋狩野家の永徳高信と共に日々傍らに仕えたという。安永6年（1777年）、通常新たな屋敷を拝領すれば旧来の家屋敷は返却するのが習わしであるのに、従来の竹川町の屋敷はそのままに木挽町に新たな屋敷地838坪を拝領した。以後、時代を遡って狩野尚信の家系は、木挽町狩野家と呼ばれる。木挽町の屋敷は田沼意次の旧邸を分与されたものであり、ここから典信と意次は互いに裏門から往来し、意次の密議は常に典信の屋敷で計られたという伝承が生まれた。ただその一方で、『よしの冊子』では松平定信とも「御懇意にて」と記されている。新宅には他の狩野家より大きな画塾が設けられ、塾生の数も常に5、60人を下らなかったという。
安永9年（1780年）12月18日に法印となり栄川院を名乗る。同年11月、翌年の日蓮五百遠忌と母への報恩のため「日蓮聖人縁起絵巻」を、木挽町狩野家の菩提寺である池上本門寺に奉納した（戦災で消失）。寛政2年(1790年）新造御所の障壁画制作を主導するさなか、賢聖障子の下絵を完成させた直後亡くなった。この賢聖障子絵は典信と住吉廣行の共同制作として記録された（『禁裏寛政御造営記』）。墓所は池上本門寺。法名は法壽院殿典信日妙大居士。池上本門寺に残る顕彰筆塚には、寡黙、真面目、清廉な人柄だったと記されている。
門人に鈴木鄰松や、津山藩御用絵師の狩野如水由信、後に浮世絵師になった鳥文斎栄之などがいる。また、弟子に狩野白珪斎という絵師がおり、この白珪斎の弟子が渓斎英泉だったという。

## 狩野派の変革
18世紀半ば、南蘋派の流入が契機に本格的な民間画壇が育ち始めると、形骸化が進んでいた狩野派は飽きられ顧客が奪われ始めた。これに危機感をもった典信は、漢画の力強い描線を復活させることにより弱体化した狩野派の再建を目指した。こうした試みが将軍の好みと合致したのが、典信が寵愛を受けた理由であろう。絵画表現においてはやや戯画にはしり、典信の意図は完全に成功したとは言い難い面があるけれども、その意欲や地歩は後の木挽町家の絵師に引き継がれ、木挽町家が幕末まで奥絵師4家の中で最も繁栄することとなる。

## 代表作
| 作品名                                   | 技法                                           | 形状・員数               | 寸法（縦x横cm）  | 所有者                           | 年代     | 款記・印章                                                                        | 備考 |
| ---------------------------------------- | ---------------------------------------------- | ------------------------ | ---------------- | -------------------------------- | -------- | --------------------------------------------------------------------------------- | --- |
| 麒麟･鳳凰図                              | 絹本著色                                       | 双幅                     |                  | 白鶴美術館                       |          | 款記「典信筆」                                                                    | |
| 田沼意次領内遠望図                       |                                                | 1幅                      | 64.0x120.0       | 個人（牧之原市・相良史料館寄託） |          | 款記「典信筆」                                                                    | |
| 妙心寺聖澤院書院障壁画                   | 紙本墨画                                       | 21面（小面も含むと23面） |                  | 妙心寺                           | 法眼時代 |                                                                                   | |
| 唐獅子図屏風                             | 金地著色                                       | 六曲一双のうち一隻       | 224.2x453.3      | 法人                             |          | 款記「栄川法眼寫之」                                                              | 同名の狩野永徳作品（三の丸尚蔵館蔵）の模写。                                                                                               |
| 唐獅子図屏風                             | 絹本著色                                       | 二曲一隻                 |                  | 仙台市博物館                     |          | 款記「法眼栄川筆」                                                                | |
| 仙台領分名所手鑑                         | 絹本著色                                       | 1帖30図                  | 22.1x29.1（各）  | 仙台市博物館                     |          |                                                                                   | |
| 唐獅子図衝立                             | 紙本金地墨画                                   | 衝立1基                  | 151.4x222.0      | 高野山持明院                     |          | 款記「法眼栄川画」印文不明                                                        | |
| 鷹狩図                                   |                                                | 3幅対                    |                  | 東京国立博物館                   |          | 款記「法眼栄川画」                                                                | |
| 夏冬山水図                               | 絹本淡彩                                       | 双幅                     |                  | 毛利博物館                       |          | 款記「法眼栄川画」                                                                | |
| 龍虎図                                   | 墨画                                           | 双幅                     |                  | 鎮西大社諏訪神社                 |          | 款記「法眼栄川画」                                                                | |
| 山水図                                   | 絹本墨画金泥                                   | 1幅                      | 118.0x44.1       | 静岡県立美術館                   |          | 款記「古図をもって法眼栄川これを画く」                                            | |
| 西胡図                                   | 絹本墨画淡彩                                   | 1幅                      | 88.5x119.7       | 徳川美術館                       |          | 款記「法眼栄川画」/「白玉斎」白文方印                                             | |
| A branch of loquats                      | 絹本著色                                       | 1幅                      | 102.9x38.3       | フリーア美術館                   |          | 款記「法眼栄川寫」                                                                | |
| 唐子遊図屏風                             | 紙本金地著色                                   | 六曲一双                 | 164.9x359.4      | 板橋区立美術館                   |          | 屏風両端下に款記「中務卿法眼栄川藤原典信画」                                      | 同名の狩野探幽作品（三の丸尚蔵館蔵）の模写。                                                                                               |
| 天狗図                                   | 絹本著色                                       | 1幅                      | 139.8x70.6       | 敦賀市立博物館                   |          | 款記「中務卿法眼栄川典信画」/「白玉」朱文鼎印                                     | 福知山藩の第6代藩主・朽木綱貞が描いた「牛若図」（同名の探幽作品（個人蔵）の忠実な模写）と双幅。                                            |
| 為村賛福禄寿図                           | 絹本著色                                       | 1幅                      | 113.7x27.2       | 冷泉家                           |          | 款記「中務卿法眼栄川典信謹画」/白文方印                                           | 冷泉為村賛。典信は子の惟信と共に冷泉家の和歌の門弟だった。                                                                                 |
| 春画巻                                   | 紙本著色                                       | 1巻                      |                  | 徳川ミュージアム保管             |          | 款記「古法眼圖／中務卿法眼栄川藤原典信寫之」/印文不明朱文円印・「白玉斎」白文方印 | 水戸徳川家伝来の優品。「古法眼」即ち室町時代の狩野元信の図と標榜するように顔貌は室町時代風だが、肉体に陰影を付けてより写実的に表している。 |
| 大黒図                                   | 絹本著色                                       | 1幅                      | 96.0x197.0       | 板橋区立美術館                   |          | 款記「栄川院法印筆」                                                              | |
| 唐人物図屏風                             | 絹本著色                                       | 押絵貼六曲一双           |                  | （財）宇和島伊達文化保存会       | 法印時代 |                                                                                   | |
| 表面に春秋景物図屏風・裏面に松竹梅図屏風 | 紙本著色・紙本金地墨画                         | 六曲一双                 |                  | 京都・霊鑑寺                     |          | 表面款記「栄川院法印典信筆」・裏面款記「栄川院法印筆」                            | |
| 墨松墨梅図                               | 墨松図は紙本金地墨画・墨梅図は紙本金地墨画淡彩 | 八曲一双                 |                  | 石橋美術館                       |          | 款記「栄川院法印筆」/「尤畫乾央但外傳」朱文方印                                   | |
| 雲龍図                                   |                                                | 双幅                     |                  | 軒記念文化振興財団               |          |                                                                                   | |
| 昇降龍                                   |                                                | 双幅                     | 204.0x72.0（各） | 高照神社                         |          |                                                                                   | 津軽信寧奉納 |

## ギャラリー

絵画
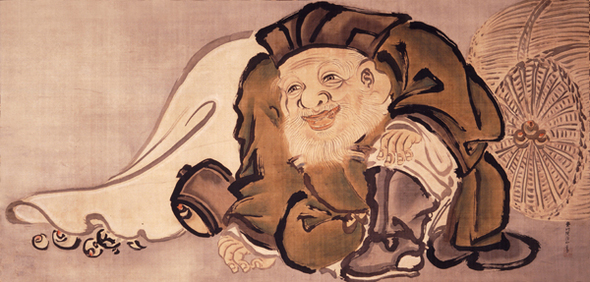
大黒図（板橋区立美術館蔵)
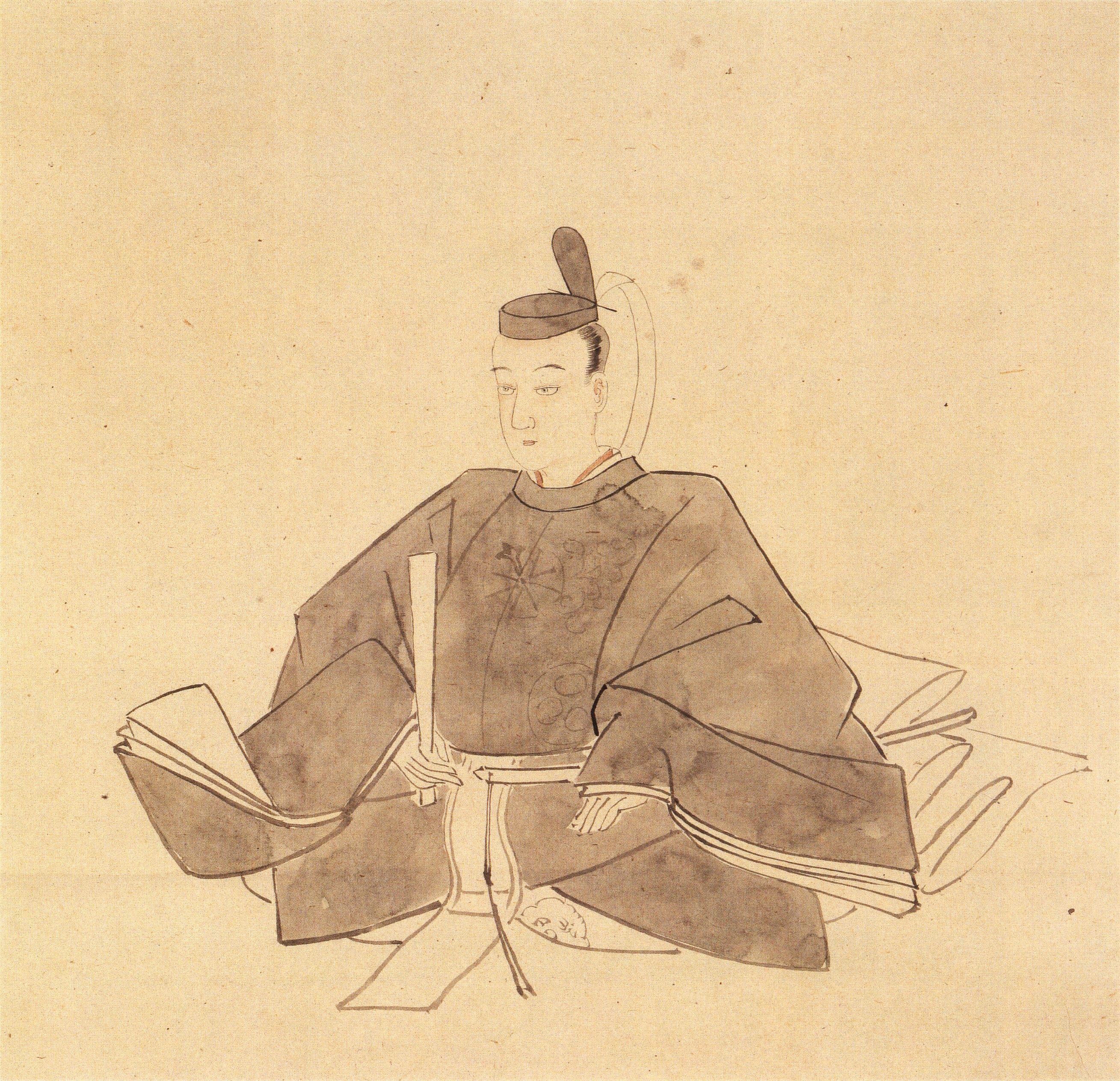
徳川家基像（徳川記念財団蔵）
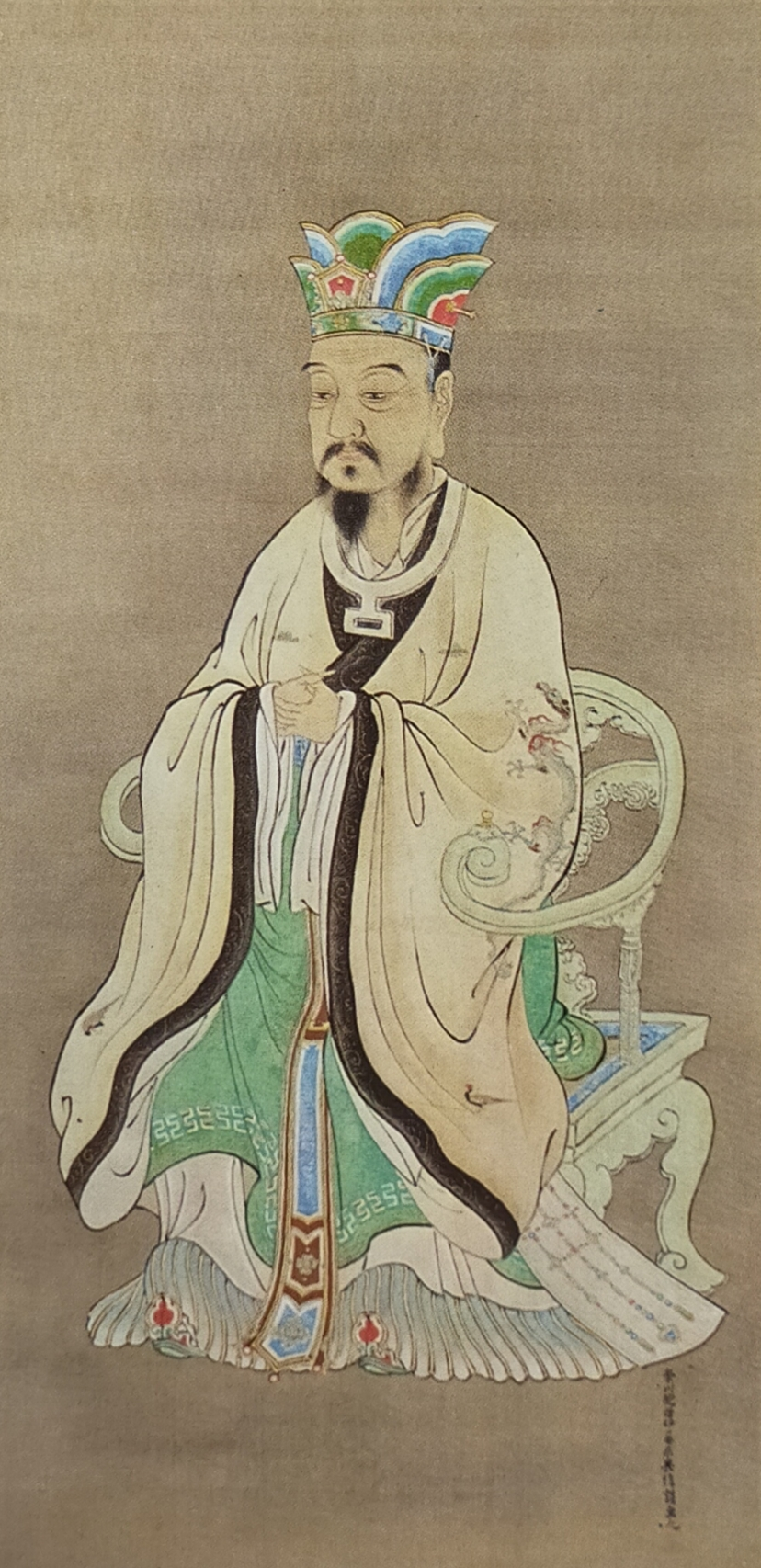
孔子像（福岡県立修猷館高等学校蔵）

## 参考資料
- 山下裕二監修 安村敏信 山本英男 山下善也筆 『狩野派決定版』 平凡社〈別冊太陽 日本のこころ131〉、2004年 ISBN 978-4-5829-2131-1
- 安村敏信 『もっと知りたい狩野派 探幽と江戸狩野派』 東京美術〈アートビギナーズ・コレクション〉、2006年 ISBN 978-4-8087-0815-3
- 徳島市立徳島城博物館編集・発行 『狩野栄川院と徳島藩の画人たち』 2013年10月

論文
- 安藤昌就 「木挽町狩野家における法華信仰と絵画について ―「日蓮聖人縁起絵巻を中心に」―」『鹿島美術研究』年報第32号別冊、公益財団法人 鹿島美術財団、2015年11月15日、pp.1-12
- 薄田大輔 「狩野典信にみる江戸狩野派の探幽学習―狩野典信筆「西胡図」を中心に―」『金鯱叢書 ―史学美術史論文集― 第四十四輯』 徳川黎明会、2007年3月30日、pp.61-82